# La mort de Guillem
La mort de Guillem és una pel·lícula de drama històric dirigida per Carlos Marqués-Marcet i estrenada l'any 2020. Se centra en l'assassinat del jove valencià Guillem Agulló, l'11 d'abril de 1993 a Montanejos (Alt Millars), a mans d'un grup d'ideologia feixista.

## Argument
L'11 d'abril de 1993, Guillem Agulló i Salvador, un jove de divuit anys militant de l'esquerra independentista i contra el feixisme, va ser assassinat quan estava d'excursió amb amics al poble de Montanejos. Pedro Cuevas («el Ventosa»), Gerardo Mora, Juan Manuel Sánchez («el Picha»), José Cuñat («el Pollo») i Francisco Garcia («el Mody»), tots ells integrants del grup neonazi «Komando Marchalenes IV Reich» van ser responsabilitzats del crim. No obstant això, Pedro Cuevas, l'autor material de la ganivetada, va ser l'únic dels acusats que va ser condemnat: una pena de catorze anys de presó, dels quals en van complir quatre.
Destrossats, els seus pares, Guillem i Carme, lluitaran perquè no es manipuli la mort del seu fill, i no sigui considerada fruit d'una simple baralla entre bandes. El camí, ple d'obstacles, amenaces i d'una guerra bruta mediàtica, estarà a punt de destrossar la família, que haurà d'aprendre a viure fent el dol per la mort d'un fill mentre lluita per la seva memòria, que de mica en mica esdevé el símbol d'una causa que ells mai haurien pensat que encapçalarien.

## Repartiment
El repartiment d'intèrprets de la pel·lícula va ser:
| Intèrpret         | Personatge                                      |
| ----------------- | ----------------------------------------------- |
| Yani Collado      | Guillem Agulló i Salvador                       |
| Pablo Molinero    | Guillem Agulló i Lázaro, pare de Guillem Agulló |
| Gloria March      | Carme Salvador, mare de Guillem Agulló          |
| Mar Linares       | Betlem Agulló, germana de Guillem Agulló        |
| Bàrbara Calatayud | Carmina Agulló, germana de Guillem Agulló       |
| Xavo Giménez      | Toni Montesinos, amic de la família Agulló      |
| Carles Martínez   | José M. Morató, advocat de l'assassí            |
| Diego Braguinsky  | Virgilio Latorre, advocat de l'acusació         |
| Jordi Ballester   | Txema Laullón, lletrat de l'acusació popular    |
| Miguel León       | Voro, amic de Guillem Agulló                    |

## Producció
El rodatge va començar el 20 de novembre i va finalitzar el 25 de desembre de 2019. El llargmetratge va comptar amb els guions elaborats per Roger Danès i Alfred Pérez-Fargas i va ser produïda per Lastor Media, SUICAfilms i Som Batabat, en coproducció amb À Punt Mèdia i TV3. També rebé el suport de la Conselleria d'Educació, Cultura i Esport de la Generalitat Valenciana, l'Institut Valencià de Cultura i l'Institut Català de les Empreses Culturals, i la col·laboració de la Televisió de les Illes Balears, la Conselleria de Participació, Transparència, Cooperació i Qualitat Democràtica de la Generalitat Valenciana i de Verkami. L'estrena està prevista per la tardor de 2020.
La pel·lícula va ser una de les apostes més grans de la campanya «La lluita continua», una iniciativa ciutadana de mobilització social, política i de recuperació de la memòria democràtica que va prendre com a punt de partida la figura del jove antifeixista i independentista. La campanya també va comptar, durant el 2020, d'un concert d'homenatge a València i un altre a l'Auditori de Barcelona; un cicle de debats i conferències a les dues ciutats; l'actualització del web Crimenesdeodio.info; i la publicació d'una novel·la de Núria Cadenes sobre l'assetjament que va patir la família d'Agulló.
Tres dies després d'iniciar el rodatge, aparegueren pintades amb missatges d'enaltiment al nazisme a la façana de la casa de Burjassot que es feu servir per a la pel·lícula. Fent cas omís de l'amenaça ultradretana, la direcció decidí integrar les pintades a la seqüència de la pel·lícula.
La banda sonora de la pel·lícula va anar a càrrec del grup valencià Tarquim. Nogensmenys, el músic valencià Xavi Sarrià va contribuir posant punt final a la pel·lícula amb la cançó «No s'apaguen les estreles», que inclou la participació de Pep Gimeno «Botifarra» i l'Escoleta del Cor de l'Eliana. L'impacte del fenomen musical feu que la tornada de la cançó s'escrivís en murals de diferents ciutats, com ara València, Castelló de la Plana i Barcelona.

## Estrena

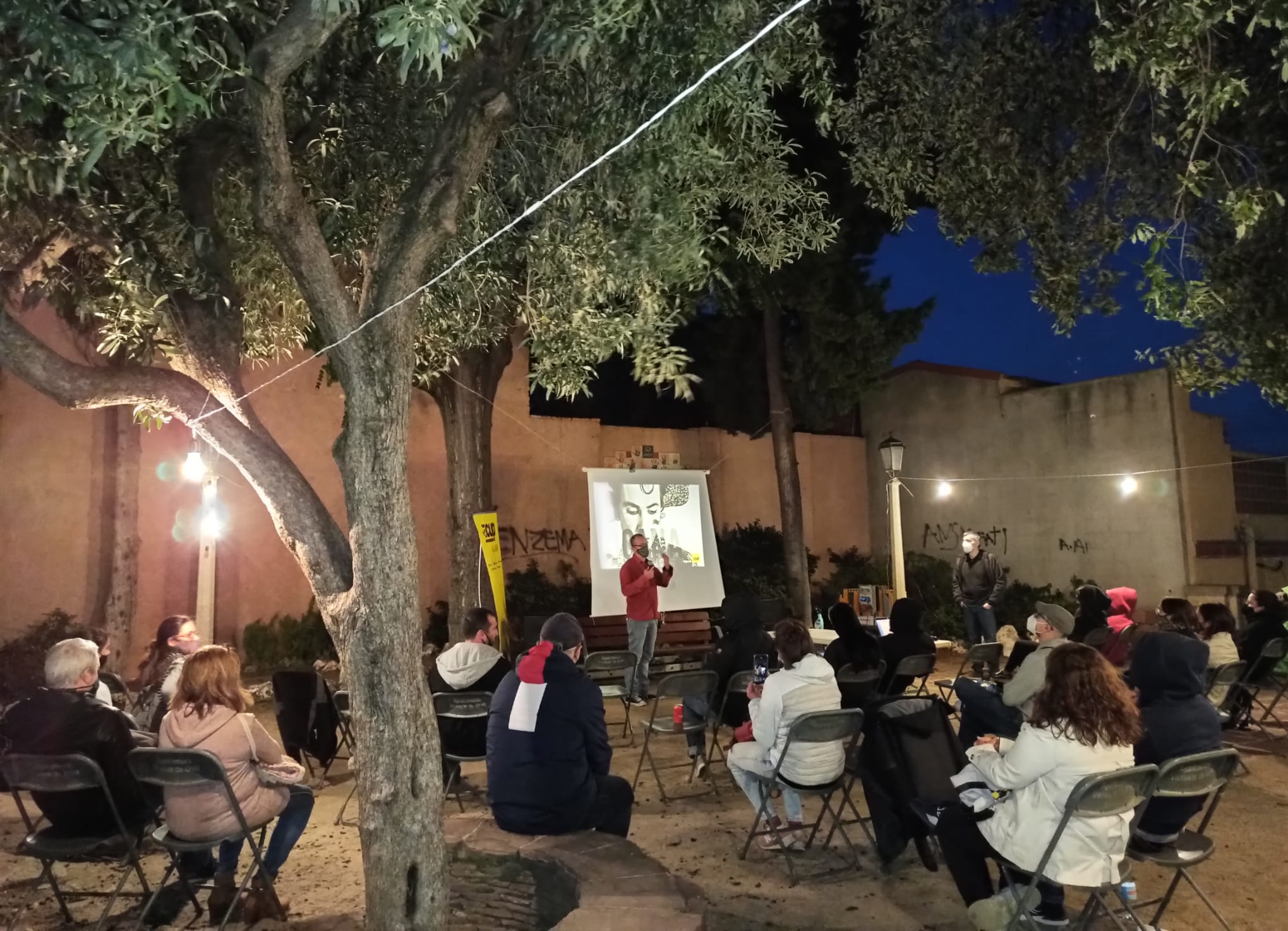
Projecció al carrer de la pel·lícula, organitzada el 26 de setembre de 2020 per la CUP de Vilassar de Dalt.

El film va ser presentat al Festival de Màlaga el 24 d'agost de 2020 dins de la secció Malaga première.
L'11 de setembre es va preestrenar la pel·lícula a la Filmoteca Valenciana. Posteriorment, el 17 de setembre, es va fer un passi privat per a alguns mecenes del projectes. El 25 de setembre es va estrenar en taquilla oberta als cinemes ABCPark de la ciutat de València.
La Federació Llull, formada per l'Obra Cultural Balear, Òmnium i Acció Cultural del País Valencià, donà suport al projecte de micromecenatge de la pel·lícula i organitzà la projecció de l'obra cinematogràfica a trenta municipis del territori de parla catalana. Si bé alguns indrets la projectaren els dies 29 i 30 de setembre, com per exemple Can Alcover de Palma, els Cinemes Verdi de Barcelona o el Teatre Municipal l'Ateneu d'Igualada, molts altres ho feren al llarg del mes següent. Exemple de projeccions a l'octubre fou la capella del Convent de Santa Clara de Castelló d'Empúries al primer dia del mes. D'aquestes trenta projeccions, catorze es realitzaren al País Valencià i aplegaren públic en indrets com el Teatre del Raval de Castelló de la Plana (29 d'octubre), el saló de plenaris de l'Ajuntament d'Orpesa (30 d'octubre) o Borriana (10 de desembre).
El 2 d'octubre, simultàniament i en horari de màxima audiència, es va passar el film als canals À Punt del País Valencià, IB3 Televisió de les Illes Balears i TV3 de Catalunya. L'endemà es va posar a disposició a la plataforma de cinema en línia Filmin i, dos dies després, el 5 d'octubre, la pel·lícula va ser projectada al Festival de Cinema d'Espanya de Tolosa de Llenguadoc (Cinespaña).
Gairebé dos mesos després, el 26 de novembre, es va organitzar la primera estrena, fora de certamen cinematogràfic, que es realitzava més enllà dels territoris de parla catalana. Concretament, l'Institut Ramon Llull va programar la seva projecció a la Universitat de Frankurt i una xerrada posterior amb el director i els guionistes a través del programa de videoconferències Zoom.

## Recepció

### Audiència
L'emissió simultània per les tres televisions autonòmiques va reportar una audiència en conjunt de 646.000 espectadors. El canal balear IB3 Televisió va sumar un total de 15.000 espectadors i un 4'4% de quota d'audiència; el canal valencià À Punt uns 201.000 espectadors i un 17'6% de quota d'audiència; i finalment, el canal català TV3 va atreure 430.000 espectadors i un 17'6% de quota d'audiència. En el cas de la cadena valenciana, el resultat va ser especialment significatiu ja que, gràcies al programa, es va assolir la màxima quota diària, fins al moment, de l'any 2020 amb un 6%. Al canal català, els bons resultats d'audiència també van generar una molt bona quota d'audiència diària fins al punt de fixar un 17'3%, cinc punts per sobre de Telecinco, la segona classificada a Catalunya.
En el cas de TV3, a continuació, i ja passada la mitjanit, es va emetre el documental «A la dreta i més enllà» al programa Sense ficció, un reportatge de Montse Armengou i Ricard Belis sobre el creixement de l'extrema dreta al continent després de les eleccions al Parlament Europeu de 2014. L'emissió va assolir un rècord a la franja horària amb 17'0% de quota d'audiència. També va obtenir un resultat inèdit, a quarts de dues de la matinada, el curtmetratge Ni oblit ni perdó sobre el dol de la família Agulló deu anys després del crim. L'obra, emesa després del Sense ficció, va aconseguir retenir 90.000 espectadors, és a dir, un 12'5% de quota d'audiència.
A més, la possibilitat de veure la pel·lícula en obert va generar un altre èxit reconegut. Durant l'emissió del programa i el debat posterior, el hashtag de Twitter #MortDeGuillemÀPunt va ser tendència número 1 al País Valencià i a la resta de l'Estat espanyol, amb un registre de 8.600 participants a la conversa i 32 milions d'impressions.
A mitjans de novembre, fruit d'aquests èxits d'audiència, en alguns casos històrics, el parlamentari del Congrés dels Diputats espanyol Joan Baldoví (Més Compromís) va preguntar a Rosa María Mateo, presidenta de la corporació de Radiotelevisió Espanyola, si «té previst TVE emetre la pel·lícula La mort de Guillem per a donar a conèixer un dels episodis més negres de la nostra història recent i reflexionar sobre la impunitat amb la que compten els grups d'extrema dreta a Espanya?». En resposta a la interpel·lació, Mateo va manifestar que «la corporació estava valorant en aquest moment la possibilitat d'adquirir drets d'antena sobre La mort de Guillem», però que no es tractava d'una prioritat ja que s'havia emès en obert recentment.

### Crítica
Esteve Plantada, del setmanari El Temps, va manifestar que la pel·lícula «fa tan mal que voldreu apartar la vista. I justament per això és tan necessària. No hi sobra ni tampoc hi falta res i aconsegueix superar l'àmbit íntim per ser el retrat d'una lluita que encara perviu». Joan Ramon Armadàs, de la revista digital El Cinèfil, va expressar que la pel·lícula és «sobretot una fotografia d’aquest drama però també un crit amb altaveu contra la injustícia». En aquest sentit, va valorar positivament la narració del dol i l'evolució sentimental de cada familiar, mentre que va apreciar negativament la centralitat de les emocions en l'obra, fet que desviava l'atenció del judici i les conseqüències polítiques.
El 23 de novembre de 2020, el líder del partit d'extrema dreta España 2000, José Luis Roberto, va anunciar la interposició d'una querella per delicte d'odi i discriminació contra els responsables del documental perquè s'hi "cola" la idea que l'assenyala com l'autor intel·lectual del crim, després que se'l citi en alguna ocasió. Concretament, emprengué accions legals contra el director Carlos Marqués-Marcet, els guionistes Roger Danès i Alfred Pérez Fargas, i les productores que la van fer possible: la Corporació Catalana de Mitjans Audiovisuals, la Corporació Valenciana de Mitjans de Comunicació, Batabat Produccions, SUICAfilms, Lastor Mediai l'Institut Valencià de Cultura. La querella va plantejar que al llargmetratge «s'interpreten els fets d'un mode molt particular i presenta un relat divergent de la veritat judicial», especificant a més a més que «el problema ve quan a la representació d'aquella realitat alternativa s'envaeixen i lesionen esferes tan dignes de protecció com la llibertat d'expressió».

## Premis i nominacions
| Any  | Premi                                                      | Categoria                                  | Nominació                                     | Resultat  | Ref.          |
| ---- | ---------------------------------------------------------- | ------------------------------------------ | --------------------------------------------- | --------- | ------------- |
| 2020 | Premis de l'Audiovisual Valencià                           | Millor llargmetratge                       | La mort de Guillem                            | Guanyador | [ 33 ] [ 34 ] |
| 2020 | Premis de l'Audiovisual Valencià                           | Millor actriu protagonista                 | Gloria March                                  | Guanyador | [ 33 ] [ 34 ] |
| 2020 | Premis de l'Audiovisual Valencià                           | Millor guió                                | Roger Danès i Alfred Pérez-Fargas             | Guanyador | [ 33 ] [ 34 ] |
| 2020 | Premis de l'Audiovisual Valencià                           | Millor direcció                            | Carlos Marqués-Marcet                         | Nominat   | [ 35 ]        |
| 2020 | Premis de l'Audiovisual Valencià                           | Millor música original                     | Tarquim (Pau Vidal)                           | Nominat   | [ 35 ]        |
| 2020 | Premis de l'Audiovisual Valencià                           | Millor actor protagonista                  | Pablo Molinero                                | Nominat   | [ 35 ]        |
| 2020 | Premis de l'Audiovisual Valencià                           | Millor actor de repartiment                | Yani Collado, Xavi Giménez i Diego Braguinsky | Nominat   | [ 35 ]        |
| 2020 | Premis de l'Audiovisual Valencià                           | Millor actriu de repartiment               | Mar Linares i Bàrbara Calatayud               | Nominat   | [ 35 ]        |
| 2020 | Premis de l'Audiovisual Valencià                           | Millor muntatge i postproducció            | Carlos Prieto Cabrera                         | Nominat   | [ 35 ]        |
| 2020 | Premis de l'Audiovisual Valencià                           | Millor direcció de fotografia i iluminació | Àlex García Martínez                          | Nominat   | [ 35 ]        |
| 2020 | Premis de l'Audiovisual Valencià                           | Millor direcció artística                  | Rafa Jannone                                  | Nominat   | [ 35 ]        |
| 2020 | Premis de l'Audiovisual Valencià                           | Millor direcció de producció               | Natàlia Maestro                               | Nominat   | [ 35 ]        |
| 2020 | Premis de l'Audiovisual Valencià                           | Millor so                                  | José Manuel Sospedra i Iván Martínez Rufat    | Nominat   | [ 35 ]        |
| 2020 | Premis de l'Audiovisual Valencià                           | Millor vestuari                            | Inés Liverato                                 | Nominat   | [ 35 ]        |
| 2020 | Premis de l'Audiovisual Valencià                           | Millor maquillatge i perruqueria           | Esther Guillem i Marta Arce                   | Nominat   | [ 35 ]        |
| 2021 | Festival Internacional de TV, Guió i Cinema de Los Angeles | Premi del públic                           | La mort de Guillem                            | Guanyador | [ 36 ]        |
| 2021 | Premis Gaudí                                               | Millor pel·lícula per a televisió          | La mort de Guillem                            | Guanyador | [ 37 ]        |
| 2021 | Festival de Cinema i Televisió Regne de Lleó               | Millor llargmetratge                       | La mort de Guillem                            | Guanyador | [ 38 ]        |